# هوفدپلت
هوفدپلت (به هلندی: Hoofdplaat) یک منطقهٔ مسکونی در هلند است که در اسلایس واقع شده‌است. هوفدپلت ۸۰۲ نفر جمعیت دارد.